# Пропавшие среди живых
«Пропавшие среди живых» — советский художественный фильм, поставленный на Киностудии «Ленфильм» в 1981 году режиссёром Владимиром Фетиным по одноимённой повести Сергея Высоцкого.
Премьера фильма в СССР состоялась в сентябре 1981 года.

## Сюжет
Управление уголовного розыска под руководством подполковника милиции Корнилова (Эрнст Романов) занимается раскрытием серии угонов автомобилей «Волга». Сыщики выходят на посредника, занимавшегося продажей угнанных автомобилей, которого неизвестный преступник убивает в лифте. Молодой ленинградский таксист Женя Хилков по прозвищу «Хилый» (Михаил Долгинин) подвозит летним вечером солидного пожилого капитана дальнего плавания Фёдора Борисовича Кашлева (Павел Кадочников), не подозревая, что на самом деле перед ним матёрый рецидивист «Нырок», организатор угонов автомобилей. Кашлев обманом втягивает Хилкова в преступную деятельность. После отказа Хилкова продолжать совершать преступления Кашлев убивает его. На след Кашлева выходят милиционеры.

## В ролях
- Михаил Долгинин — Евгений Хилков, таксист «Хилый»
- Павел Кадочников — Фёдор Борисович Кашлев, «Нырок», «Строгий»
- Ирина Богданова — Настя, девушка Хилкова
- Эрнст Романов — Корнилов Игорь Васильевич, подполковник милиции
- Александр Демьяненко — Белянчиков Юрий Евгеньевич, капитан милиции
- Сергей Иванов — Бугаев Семён, капитан милиции
- Владимир Юрьев — Загоруйко Миша, «Кошмарик», работник таксопарка, сообщник Кашлева
- Геннадий Воропаев - хозяин белой «Волги», которую угоняет Миша - «Кошмарик».

## Съёмочная группа
- Автор сценария — Сергей Высоцкий
- Режиссёр-постановщик — Владимир Фетин
- Оператор-постановщик — Евгений Шапиро
- Художник-постановщик — Алексей Рудяков
- Композитор — Виктор Лебедев
- Звукооператор — Геннадий Корховой

Персонажи уголовного розыска Корнилов, Бугаев и Белянчиков позднее появятся в фильме «Пять минут страха» (1985), также снятом по повести С. Высоцкого.